# Demokratiska Folkrepubliken Etiopien
Demokratiska Folkrepubliken Etiopien var Etiopiens officiella namn mellan 1987 och 1991 under dess tid som marxist–leninistisk enpartistat under ledning av Mengistu Haile Mariam. Statsbärande parti i landet under denna period var Etiopiska Arbetarpartiet. Staten bildades efter att en kommunistisk militärjunta, kallad Derg, som hade styrt Etiopien sedan de störtat kejsardömet 1974, upplöstes och officiellt bildade en regering. Staten hade utropats av militärjuntan redan på tioårsdagen av kejsardömets avskaffande den 12 september 1984 men dess existens blev officiell först den 22 februari 1987 då en ny konstitution antogs enligt vilken Etiopien blev en Socialistisk enpartistat efter förebild från de kommunistiska staterna i östblocket. Staten fick stöd av Sovjetunionen samt ett antal andra kommunistiska stater, i synnerhet Kuba, och erhöll observatörstatus inom Comecon. Demokratiska Folkrepubliken Etiopiens korta existens präglades av det inbördeskrig som brutit ut när Derg tog makten 1974 och den självständighetskamp i Eritrea som pågått sedan 1961.
Staten upphörde den 28 maj 1991 sedan regimen förlorat inbördeskriget och Etiopiska folkets revolutionära demokratiska front, en allians mellan ett flertal motståndsgrupper, intog Addis Abeba. Regimens ledare Mengistu Haile Mariam flydde till Zimbabwe.